# NGC 2951/2
NGC 2951/2 је елиптична галаксија у сазвежђу Хидра која се налази на NGC листи објеката дубоког неба.
Деклинација објекта је - 0° 14' 4" а ректасцензија 9h 39m 40,8s. Привидна величина (магнитуда) објекта NGC 2951 износи 14,4 а фотографска магнитуда 15,4. NGC 29512 је још познат и под ознакама MCG 0-25-6, CGCG 7-17, NPM1G -00.0252, PGC 27562.